# Вишневе (Курісовська сільська громада)
Вишневе — село Курісовської сільської громади Березівського району Одеської області в Україні. Населення становить 16 осіб. Сучасну назву село дістало 17 березня 2016 року, до того називалося Петровського.

## Населення
Згідно з переписом УРСР 1989 року чисельність наявного населення села становила 24 особи, з яких 10 чоловіків та 14 жінок.
За переписом населення України 2001 року в селі мешкало 16 осіб.

### Мова
Розподіл населення за рідною мовою за даними перепису 2001 року:
| Мова       | Відсоток |
| ---------- | -------- |
| українська | 87,50 %  |
| російська  | 12,50 %  |